# Spizela białobrewa
Spizela białobrewa (Spizella passerina) – gatunek małego ptaka z rodziny pasówek (Passerellidae), zamieszkujący Amerykę Północną. Nie jest zagrożony.

## Systematyka i zasięg występowania
Wyróżniono pięć podgatunków S. passerina:
- S. passerina passerina – południowo-wschodnia Kanada do środkowych i wschodnich USA.
- S. passerina arizonae – Alaska do północno-zachodniego Meksyku.
- S. passerina atremaea – zachodni Meksyk.
- S. passerina mexicana – środkowy i południowy Meksyk, północno-zachodnia Gwatemala.
- S. passerina pinetorum – północno-wschodnia Gwatemala i Belize do północno-wschodniej Nikaragui.

Północne podgatunki wędrowne.

## Morfologia
Długość ciała wynosi 12–14 cm; masa 10,3–15,5 g. Na głowie ma rdzawą czapeczkę, białą brew i czarny pasek przechodzący przez oko.

## Ekologia i zachowanie
Zamieszkuje lasy iglaste, zarośla i miasta w Ameryce Północnej. Gnieździ się w otwartych zadrzewieniach, w sadach, parkach i na polach golfowych. Żywi się głównie ziarnami, ale w okresie lęgowym zjada również bezkręgowce.

## Status
IUCN uznaje spizelę białobrewą za gatunek najmniejszej troski (LC, Least Concern) nieprzerwanie od 1988 roku. Organizacja Partners in Flight szacuje liczebność populacji lęgowej na około 230 milionów osobników.